# Božejov (Žár)

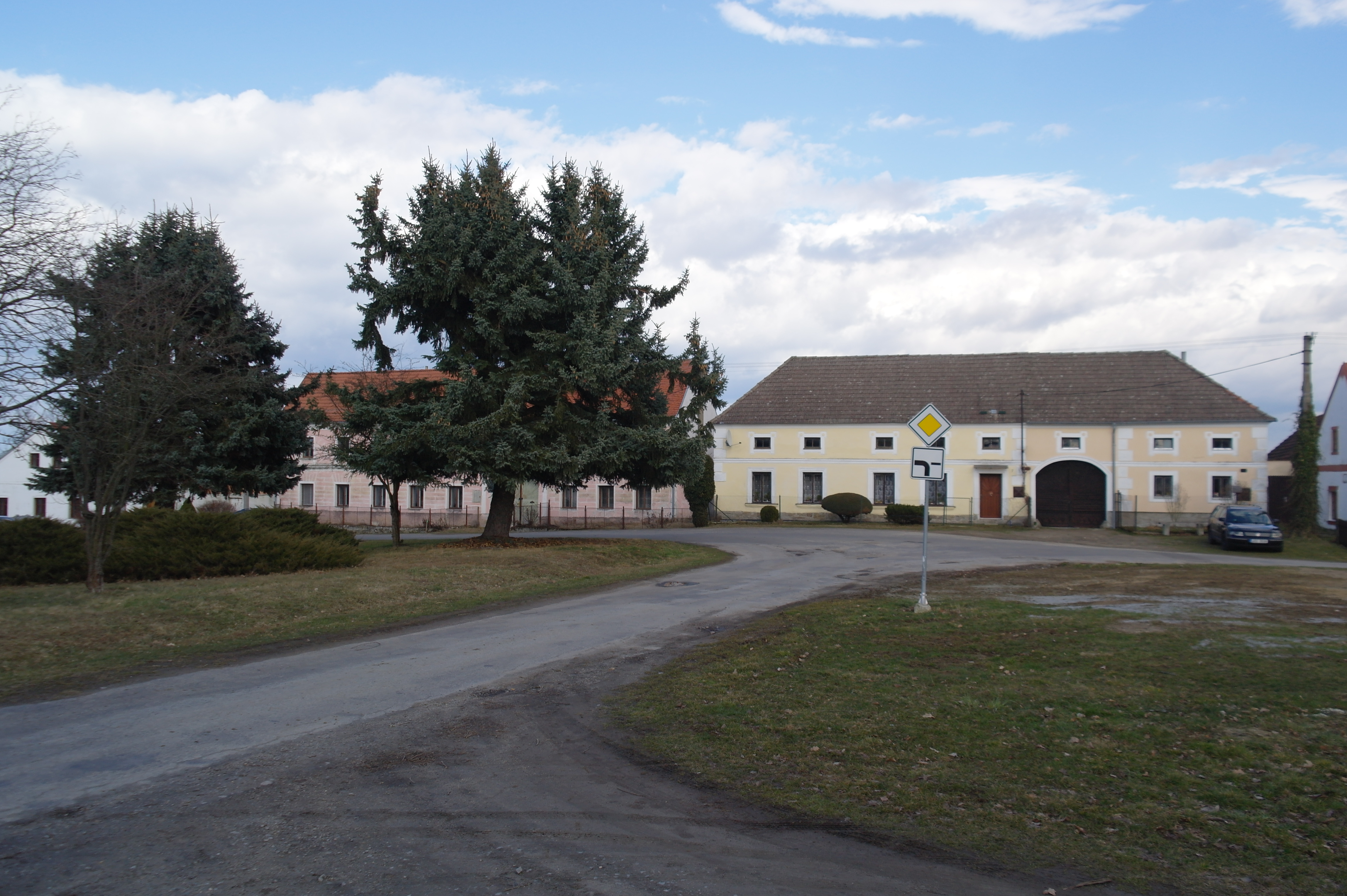
Dorfplatz

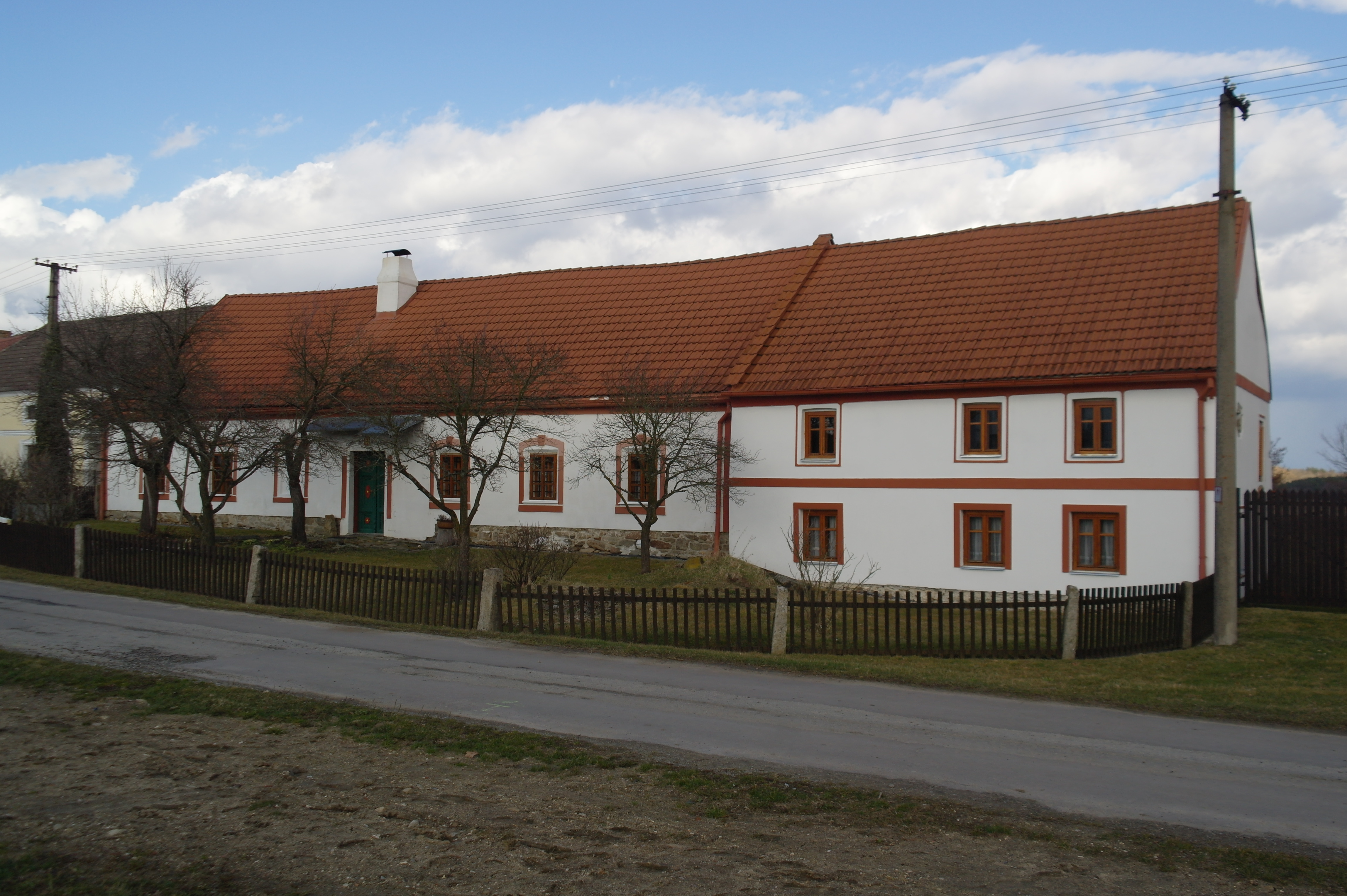
Häuser Nr. 28 und 8

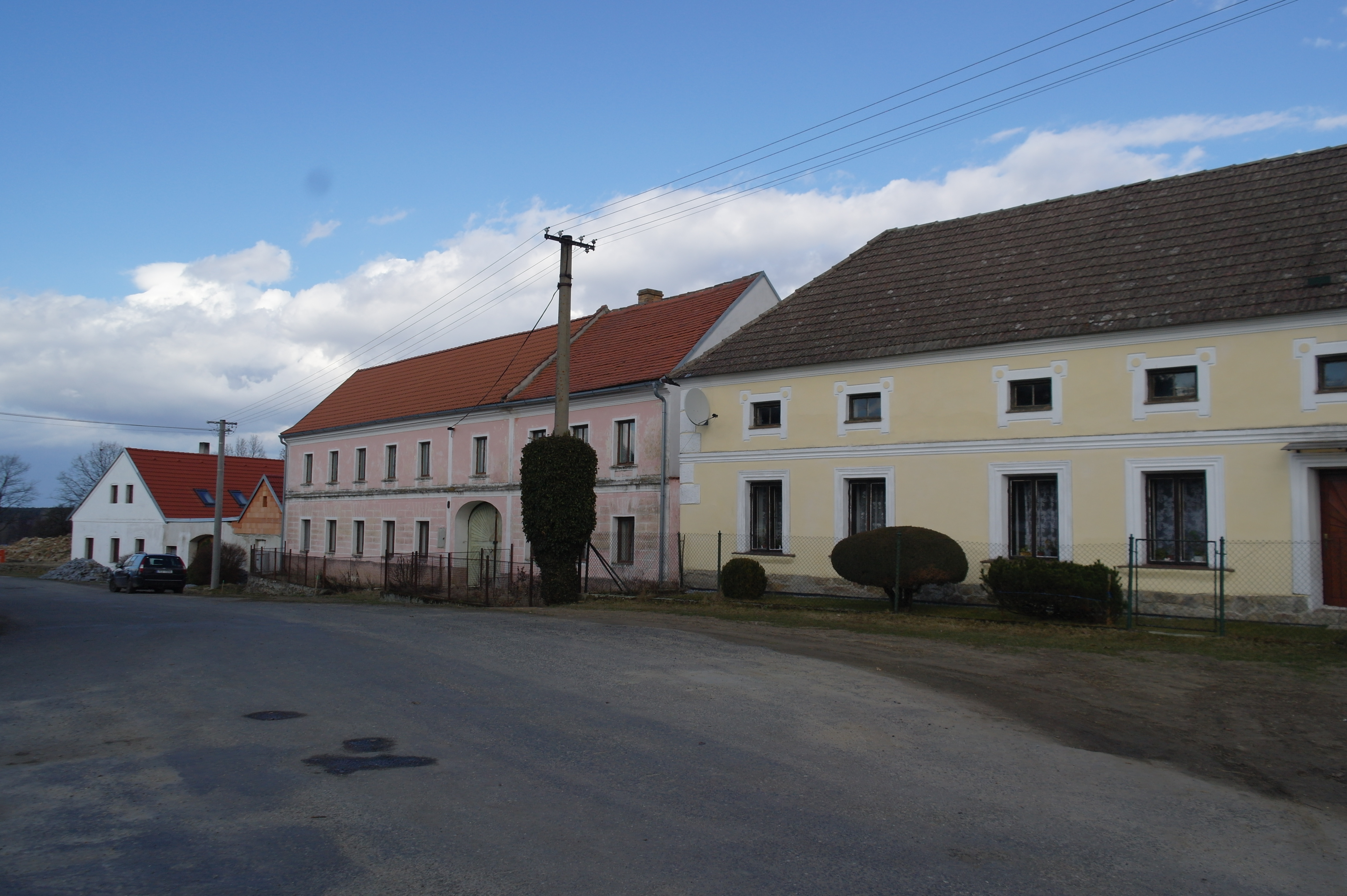
Häuser Nr. 5, 6 und 7

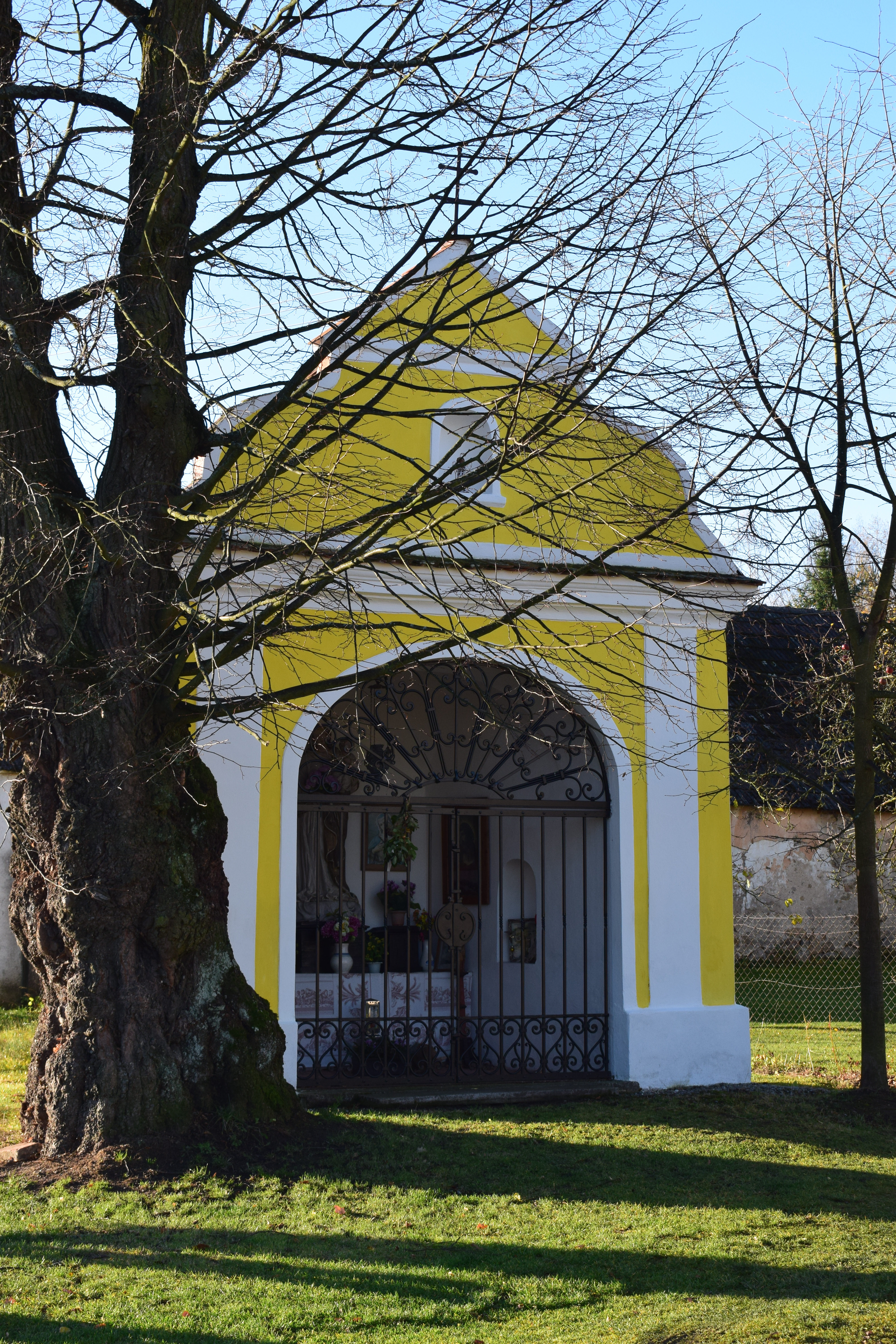
Kapelle der Jungfrau Maria

Božejov (deutsch Buschendorf) ist ein Ortsteil der Gemeinde Žár (Sohors bei Gratzen) im Okres České Budějovice in Tschechien. Das Dorf liegt sechs Kilometer westlich von Nové Hrady (Gratzen) und ist eine dörfliche Denkmalszone.

## Geographie
Das Platzdorf Božejov befindet sich auf einer Anhöhe in den Novohradské podhůří (Gratzener Gebirgsvorland). Südwestlich erhebt die Kamenská hora (631 m n.m.), im Westen der Na Kopci (563 m n.m.). In der Umgebung des Dorfes liegen zahlreiche Fischteiche, die vom Bach Žárský potok und seinen Zuflüssen gespeist werden; der nordöstlich gelegene Žárský rybník (Sohorser Teich) ist mit einer Fläche von 121 ha der größte von ihnen. Božejov liegt im Naturpark Novohradské hory (Gratzener Bergland).
Nachbarorte sind Hrádek (Häusles) und Žár im Norden, Janovka II (Johannesruh 2. Anteil) und Svaryšov  (Sworeschau) im Nordosten, Hlinov (Tonnberg) und Krčín (Gritschau) im Osten, Svébohy (Zweiendorf) und Střeziměřice (Tritschmersch) im Südosten, Vesce (Dörfles) im Süden, Kamenná (Sacherles) und Kondrač (Neudorf) im Südwesten, Chvalkov (Chwalkahof) im Westen sowie Žumberk (Sonnberg), Chudějov (Wieden) und Pěčín (Haid) im Nordwesten.

## Geschichte
Die erste schriftliche Erwähnung von Pussendorf erfolgte 1390 als Besitz des Ulrich von Rosenberg und war dem Burggrafen von Gratzen zinspflichtig. Da das Dorf im Zinsbuch der Herrschaft Gratzen von 1379 noch nicht aufgeführt ist, kann angenommen werden, dass es erst danach gegründet wurde.
Im Jahre 1541 wurde das Dorf als Pussndorf, 1596 als Pusßndorff und 1597 als Pušndorf bezeichnet. 1594 wurden die Bewohner durch Peter Wok von Rosenberg von der Totenfälligkeit befreit. Nach dem Tod des letzten Rosenbergers Peter Wok fiel die Herrschaft Gratzen 1611 den Herren von Schwanberg zu. Da sich Peter von Schwanberg am Ständeaufstand von 1618 beteiligt hatte, wurden dessen Güter 1620 konfisziert. Im Februar 1621 verlieh Ferdinand II. die Herrschaft Gratzen an seinen Feldherrn Charles Bonaventure de Longueval, Comte de Bucquoy, dessen Nachfahren den Besitz über mehr als drei Jahrhunderte hielten. Karl Philipp de Longueval errichtete 1669 auf den böhmischen Familiengütern ein Majorat. Ab 1720 wurde das Dorf Puschendorf genannt. Im Jahre 1788 bestand Buschendorf bzw. Puschendorf aus 22 Häusern.
Im Jahre 1840 bestand das im Budweiser Kreis gelegene Dorf Buschendorf aus 22 Häusern mit 150 deutschsprachigen Einwohnern. Nach Buschendorf konskribiert war das einschichtige Dominikalhaus Beim öden Schneider. Pfarr- und Schulort war Sonnberg. 1845 wurde die neue steinerne Waldkapelle am Hasenbrunn errichtet. Bis zur Mitte des 19. Jahrhunderts blieb Buschendorf der Fideikommissherrschaft Gratzen untertänig.
Nach der Aufhebung der Patrimonialherrschaften bildete Buschendorf mit dem Ortsteil Dörfles / Vesce eine  Gemeinde im Gerichtsbezirk Gratzen. 1868 wurde das Dorf dem Bezirk Kaplitz zugeordnet und nach Sonnberg / Žumberk eingemeindet. Im Jahre 1869 bestand Buschendorf aus 31 Häusern und hatte 191 Einwohner. Der tschechische Name Božejov ist seit 1870 nachweislich. Im Jahre 1900 hatte Buschendorf 163 Einwohner, 1910 waren es 173.
Nach dem Ersten Weltkrieg zerfiel der Vielvölkerstaat Österreich-Ungarn, das Dorf wurde 1918 Teil der neu gebildeten Tschechoslowakischen Republik. Beim Zensus von 1921 lebten in den 28 Häusern von Buschendorf 175 Personen, darunter 169 Deutsche und zwei Tschechen. 1930 lebten in den 32 Häusern von Buschendorf 140 Personen. Nach dem Münchner Abkommen wurde Buschendorf im Oktober 1938 dem Deutschen Reich zugeschlagen und gehörte bis 1945 zum Landkreis Kaplitz. Nach dem Ende des Zweiten Weltkrieges kam Božejov zur wiedererrichteten Tschechoslowakei zurück. Nach der Vertreibung der meisten deutschen Bewohner wurde das Dorf mit Tschechen wiederbesiedelt. 1949 erfolgte die Aufhebung des Okres Kaplice und die Umgliederung des Dorfes in den Okres Trhové Sviny. 1950 lebten in den 30 Häusern von Božejov 81 Personen. Im Zuge der Gebietsreform von 1960 wurde Božejov nach Žár eingemeindet und dem Okres České Budějovice zugeordnet. Im Jahre 1970 hatte Božejov nur noch 37 Einwohner. Zum 1. Juli 1985 wurde das Dorf nach Nové Hrady eingemeindet. Seit dem 24. November 1990 ist Božejov wieder ein Ortsteil von Žár. Im selben Jahr wurde das Dorf zur dörflichen Denkmalszone erklärt. 1991 lebten in den acht Häusern des Dorfes 17 Personen. Beim Zensus von 2011 hatte Božejov 13 Einwohner und bestand aus 19 Wohnhäusern.

## Ortsgliederung
Der Ortsteil Božejov bildet den Katastralbezirk Božejov u Nových Hradů.

## Sehenswürdigkeiten
Das historische Ortsbild – ein großer ovaler Dorfplatz, eng gesäumt von den Gehöften – ist bis in die heutige Zeit gut erhalten. Lediglich die Dorfschmiede – sie stand seit 1958 unter Denkmalschutz – existiert nicht mehr; der Denkmalschutz wurde 1983 aufgehoben, 1987 erfolgte der Abbruch. Seit 1990 ist Božejov eine dörfliche Denkmalszone.
- Kapelle der Jungfrau Maria, auf dem Dorfplatz, Kulturdenkmal
- Gehöft Nr. 8, Kulturdenkmal
- Gusseisernes Kreuz, westlich des Dorfes an der Straße nach Žumberk
- Waldkapelle der Jungfrau Maria am Hasenbrunn (Zaječí pramen) am Fuße der Kamenská hora  im südwestlichsten Teil der Gemarkung. Der 1750 errichtete hölzerne Bau wurde 1845 durch eine steinerne Nischenkapelle im südböhmischen Bauernbarockstil ersetzt. Die verfallene Kapelle wurde nach 1989 restauriert.